# Les Yeux noirs (film, 1935)
Pour les articles homonymes, voir Les Yeux noirs.
Pour plus de détails, voir Fiche technique et Distribution.
Les Yeux noirs est un film français de Victor Tourjanski, sorti en 1935.

## Fiche technique
- Réalisateur : Victor Tourjanski, assisté de Rodolphe Marcilly
- Scénario : Victor Tourjanski, Jean-Pierre Feydeau et Robert T. Thoeren
- Dialogues : Jacques Natanson
- Décors : Serge Pimenoff et Eugène Lourié
- Photographie : Armand Thirard et Louis Née
- Son : Marcel Courmes
- Musique : Michel Lévine
- Montage : Boris de Fast
- Société de production : Milo Films
- Directeur de production : Simon Schiffrin
- Pays :  France
- Format : Noir et blanc - 1,37:1 - 35 mm - Son mono
- Genre : Drame
- Durée : 80 minutes
- Date de sortie : 
  - France : 5 septembre 1935

## Distribution
- Harry Baur : Ivan Ivanovitch Petroff
- Viviane Romance : la comtesse
- Simone Simon : Tania
- Jean-Pierre Aumont : Karpoff
- Jean-Max : Roudine
- Christiane Ribes : une demi-mondaine
- Raymond Aimos : un serveur du restaurant
- Léon Arvel : un serveur du restaurant
- Assia Granatouroff : Lucie
- Pierre Athon
- Jacques Berlioz : le directeur
- Jeanne Brindeau : la gouvernante
- André Dubosc : le maître d'hôtel
- Maxime Fabert : un convive
- Émile Genevois
- Pierre Labry : le noceur
- Claude Lehmann : un jeune officier
- Rodolphe Marcilly
- Max Maxudian
- Marguerite de Morlaye
- Georges Paulais
- André Siméon
- Guy Sloux : le fêtard
- Adrienne Trenkel